# Wikipedia în thailandeză
Wikipedia în thailandeză (în thailandeză วิกิพีเดียภาษาไทย) este o versiune thailandeză a Wikipediei, o enciclopedie cu licență gratuită.